# Chascomús
Chascomús ist eine Stadt im Osten Argentiniens. Sie liegt am See Laguna de Chascomús im Landesinneren der Provinz Buenos Aires, besitzt 33.607 Einwohner (Volkszählung 2010 des INDEC) und ist ein Zentrum des Fremdenverkehrs, der Landwirtschaft und in geringerem Maße der Industrie.

## Geschichte
Die Stadt geht auf die Befestigungsanlage Fortín de San Juan Bautista zurück. Dieses wurde im Jahr 1779 von den Spaniern gegründet, um die in dieser Gegend verlaufende Südgrenze der effektiv kontrollierten Regionen des Vizekönigreiches des Río de la Plata zu verteidigen. Die Gebiete südlich davon wurden faktisch von den Het (auch Pampas oder Querandíes genannt), Mapuche und anderen Ureinwohnervölkern beherrscht.
Im Jahr 1839 schlug die Regierung unter Juan Manuel de Rosas bei der Schlacht von Chascomús den kurzlebigen Volksaufstand der oppositionellen Revolutionsarmee Libres del Sur nieder. Nach der Fertigstellung einer Eisenbahnlinie nach Buenos Aires im Jahr 1865 kam es zu einem schnellen wirtschaftlichen Aufschwung. 1873 erlangte Chascomús die Stadtrechte.

## Kultur und Sehenswürdigkeiten
Unter den Sakralbauten von Chascomús erwähnenswert sind die Kathedrale (1839) im post-kolonialen Stil, Sitz des Bistums Chascomús sowie die Kapelle der Schwarzen, die 1861 erbaut und von einer Gemeinschaft afroargentinischer Katholiken genutzt wurde.
Bemerkenswerte Profanbauten sind das Rathaus, das auf dem Fundament der alten Festungsanlage steht und das Casco-Haus, ein herrschaftliches Wohngebäude aus dem 19. Jahrhundert, das zeitweise als Kaserne genutzt wurde.

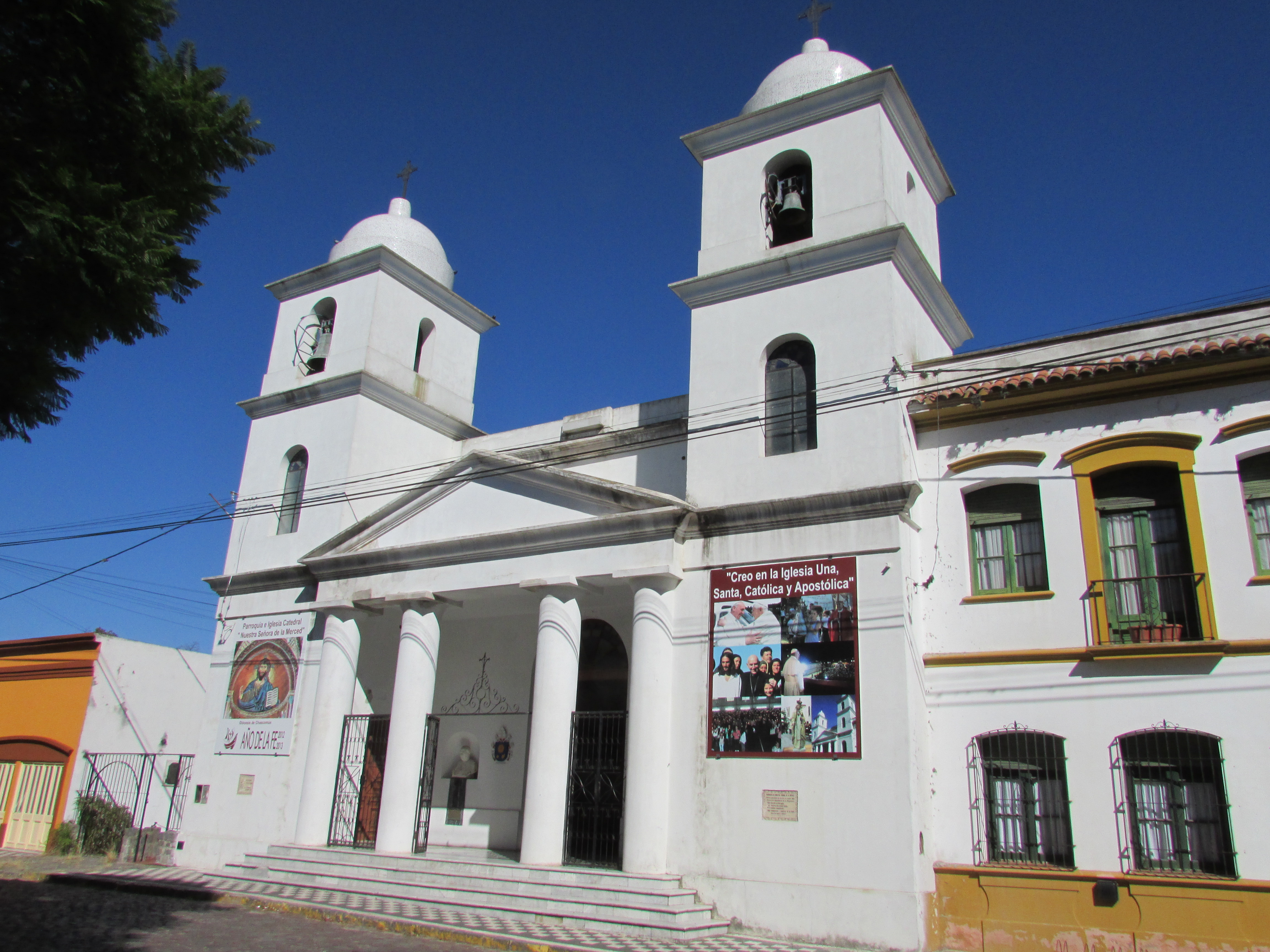
Die Kathedrale
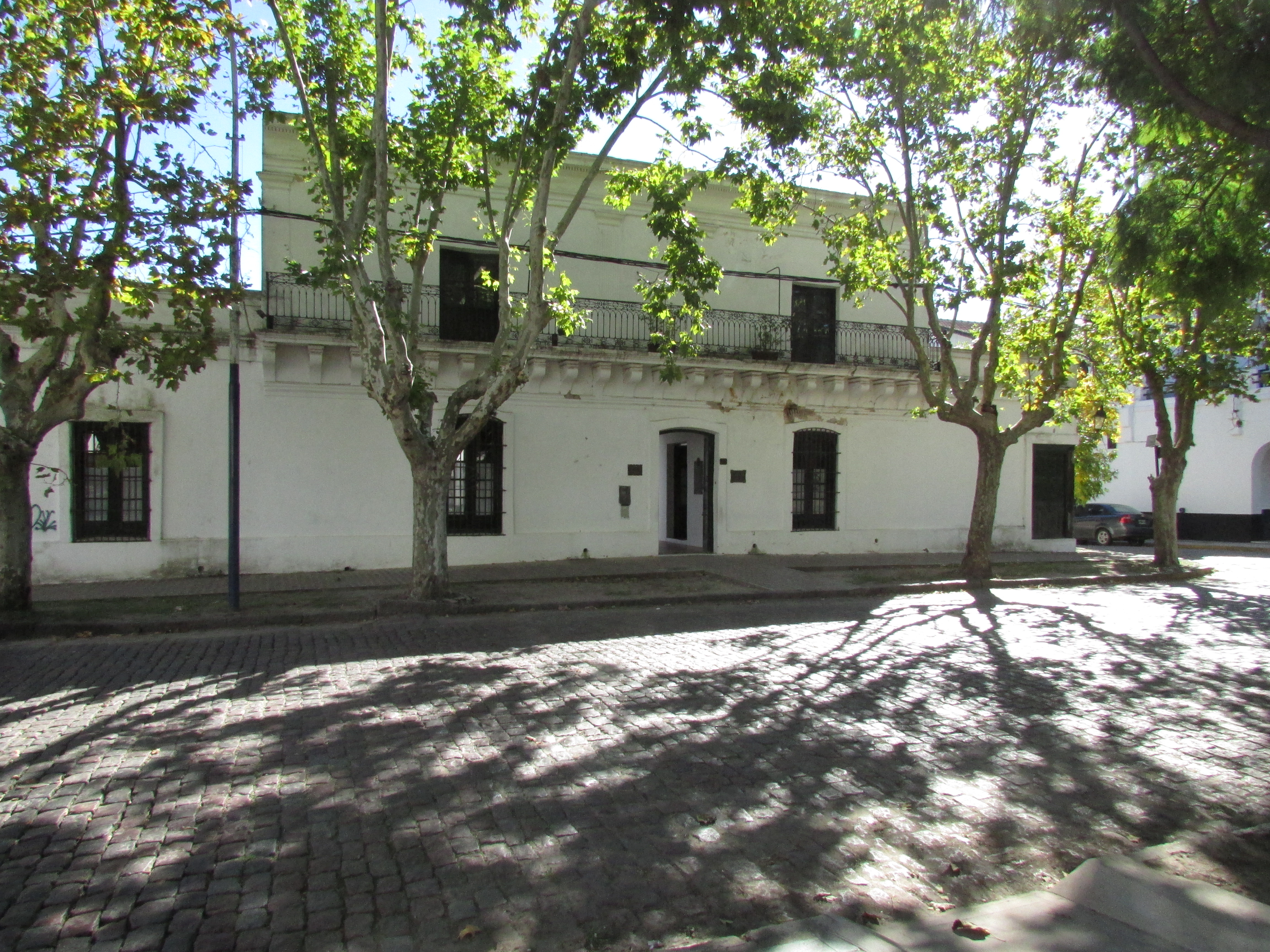
Casco-Haus
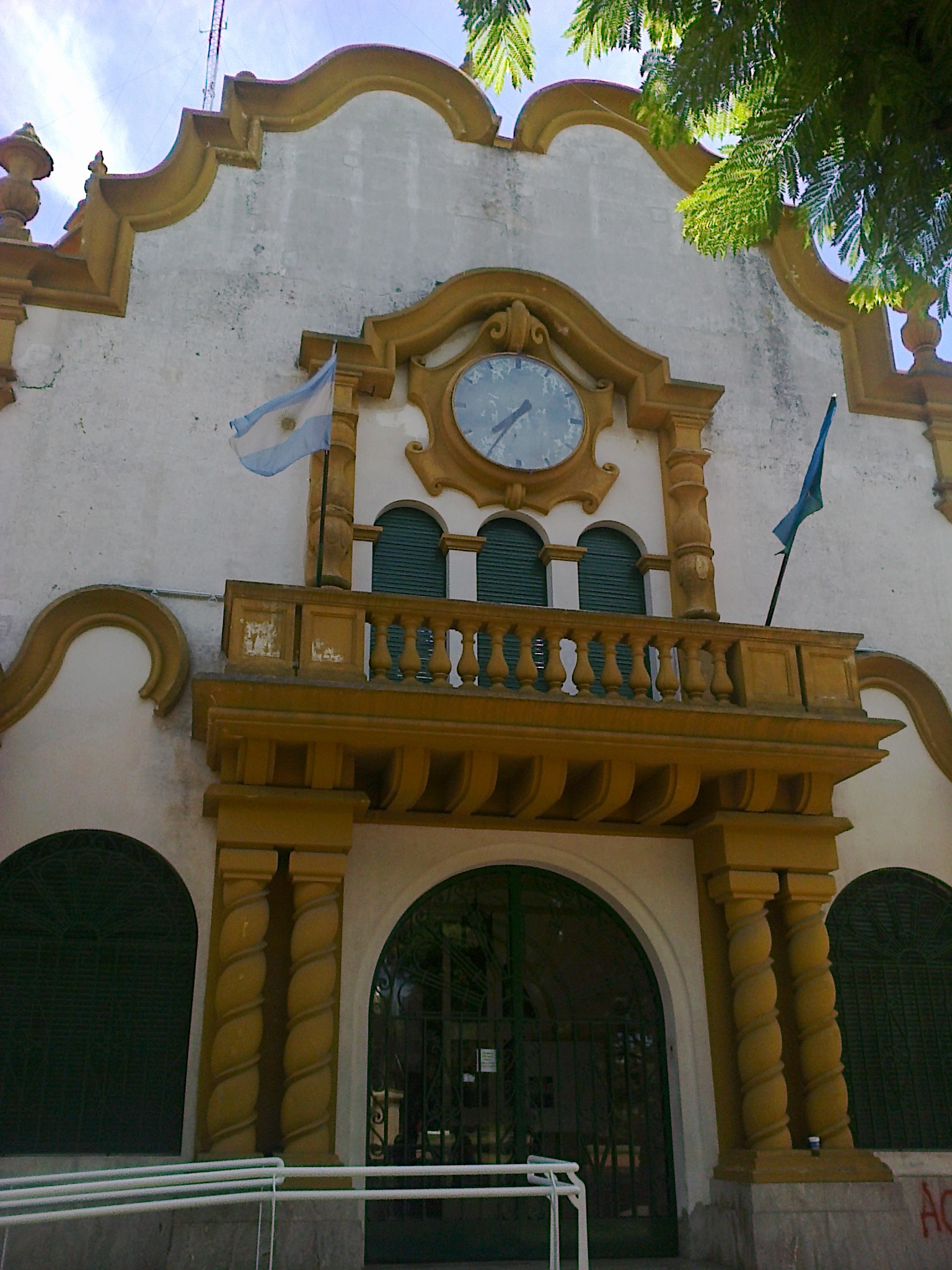
Rathaus
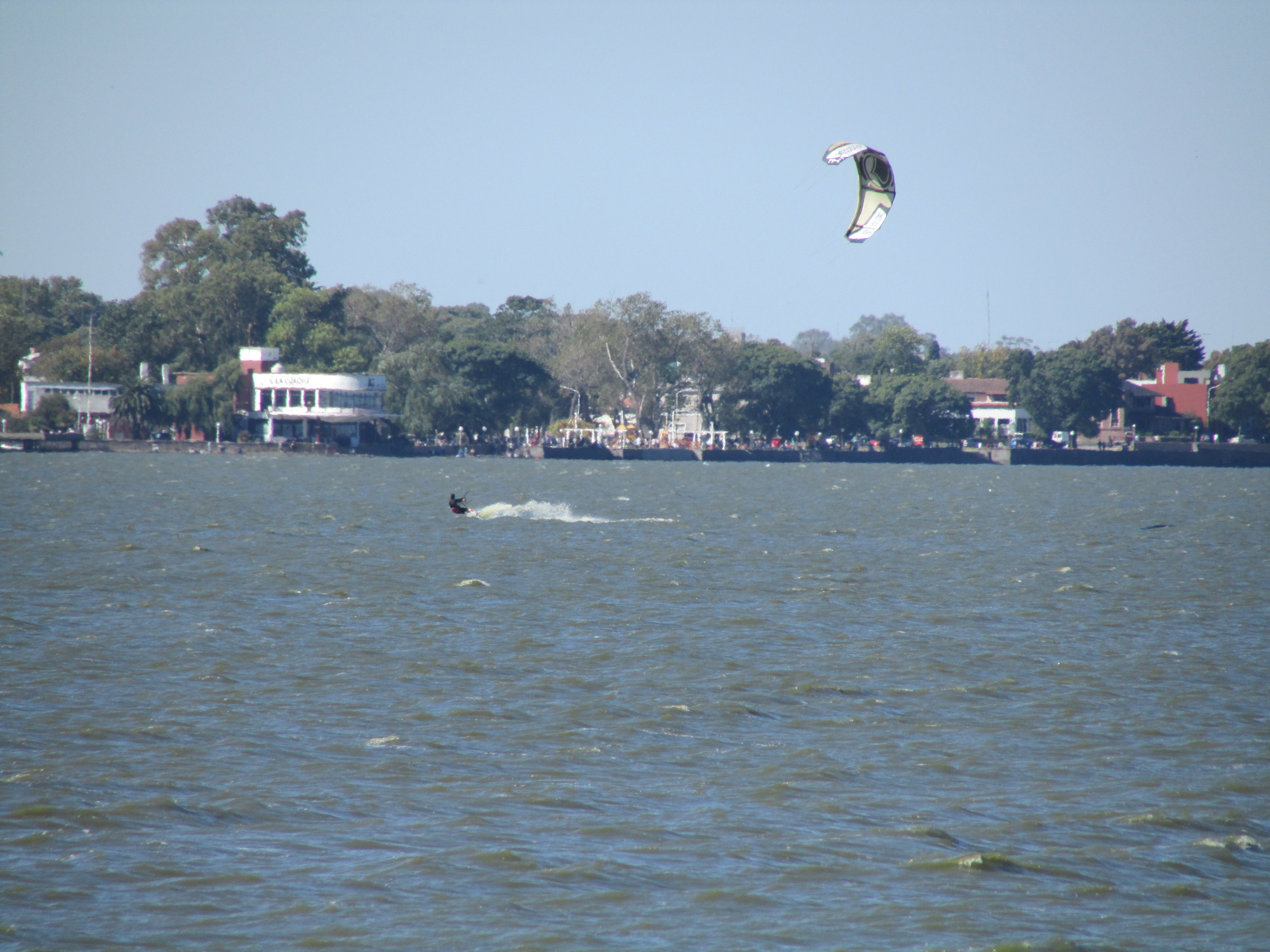
Laguna de Chascomús

## Wirtschaft und Infrastruktur
Die Wirtschaft von Chascomús wird weitgehend vom Fremdenverkehr und von der Landwirtschaft bestimmt. Die Laguna de Chascomús wird besonders von den Einwohnern des 126 Kilometer nördlich gelegenen Buenos Aires zum Wassersport genutzt.
Ebenfalls besitzt die Stadt etwas Industrie. 2013 siedelte sich mit dem zum argentinischen Konzern Corporación América gehörenden Unternehmen Unitec Blue ein Hersteller von Mikroelektronik an, der integrierte Schaltkreise produziert.
Mit Buenos Aires und Mar del Plata ist die Stadt über die vierspurig ausgebaute Ruta Provincial 2 (auch als Autovía 2 bekannt, bis 1990 Ruta Nacional 2) sowie über die Bahnstrecke Buenos Aires–Mar del Plata verbunden.

## Söhne und Töchter der Stadt
- Juan Carlos Haedo (* 1948), Radrennfahrer
- Carlos Berlocq (* 1983), Tennisspieler